# Prónay György
Báró tótprónai és blatnicai Prónay György (Tápiósáp, 1887. március 21. – Gödöllő, 1968. december 19.) jogász, nemzetgyűlési és országgyűlési képviselő, a felsőház tagja, földművelésügyi és miniszterelnöki államtitkár.

## Élete
1910-ben a Budapesti Tudományegyetemen az államtudományok doktorává avatták. 1910 és 1911 között gazdasági gyakornok lett Habsburg Frigyes főherceg uradalmában. Az első világháborúban katonaként szolgált, 1915-ben Przemyślnél orosz hadifogságba esett. 37 hónapig rabként volt Szibériában, de megszökött és hazajött. 1919–től acsai birtokán gazdálkodott, majd több párt programjával Kiskunhalas országgyűlési képviselője volt. 1922 és 1924 között az élelmezési minisztérium államtitkára. 1924-ben ugyanezen minisztérium felszámolását vezette. 1924-től 1928-ig a miniszterelnöki hivatal államtitkára. 1926-ban egy pénzhamisítási per egyik koronatanúja. 1928–tól 1931-ig a földművelésügyi minisztérium államtitkára és a Külforgalmi Bizottság elnöke. Ő képviselte a kormányt a különböző gazdasági tárgyalásokon. Később több párt tagjaként Megyaszó országgyűlési képviselője 1931–32-ben. 1933-tól a Külkereskedelmi Tanács elnöke. Pest-Pilis-Solt-Kiskun vármegye felsőházi taggá választotta. Bethlen István miniszterelnök szűkebb köréhez tartozott, felsőházi felszólalásaiban szembeszállt a szélsőjobboldali mozgalmakkal. Élete utolsó 24 évét Gödöllőn töltötte.